# Hunter Creek (Oregon)
Hunter Creek az Amerikai Egyesült Államok északnyugati részén, Oregon állam Curry megyéjében, a U.S. Route 101 mentén elhelyezkedő önkormányzat nélküli település.

## Fordítás
- Ez a szócikk részben vagy egészben  a   Hunter Creek, Oregon című angol Wikipédia-szócikk ezen változatának fordításán alapul.  Az eredeti cikk szerkesztőit annak laptörténete sorolja fel. Ez a jelzés csupán a megfogalmazás eredetét és a szerzői jogokat jelzi, nem szolgál a cikkben szereplő információk forrásmegjelöléseként.